# Rába
Pour les articles homonymes, voir Raba.

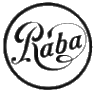
Logo Rába d'origine en 1896

Logo Rába à partir de 1933

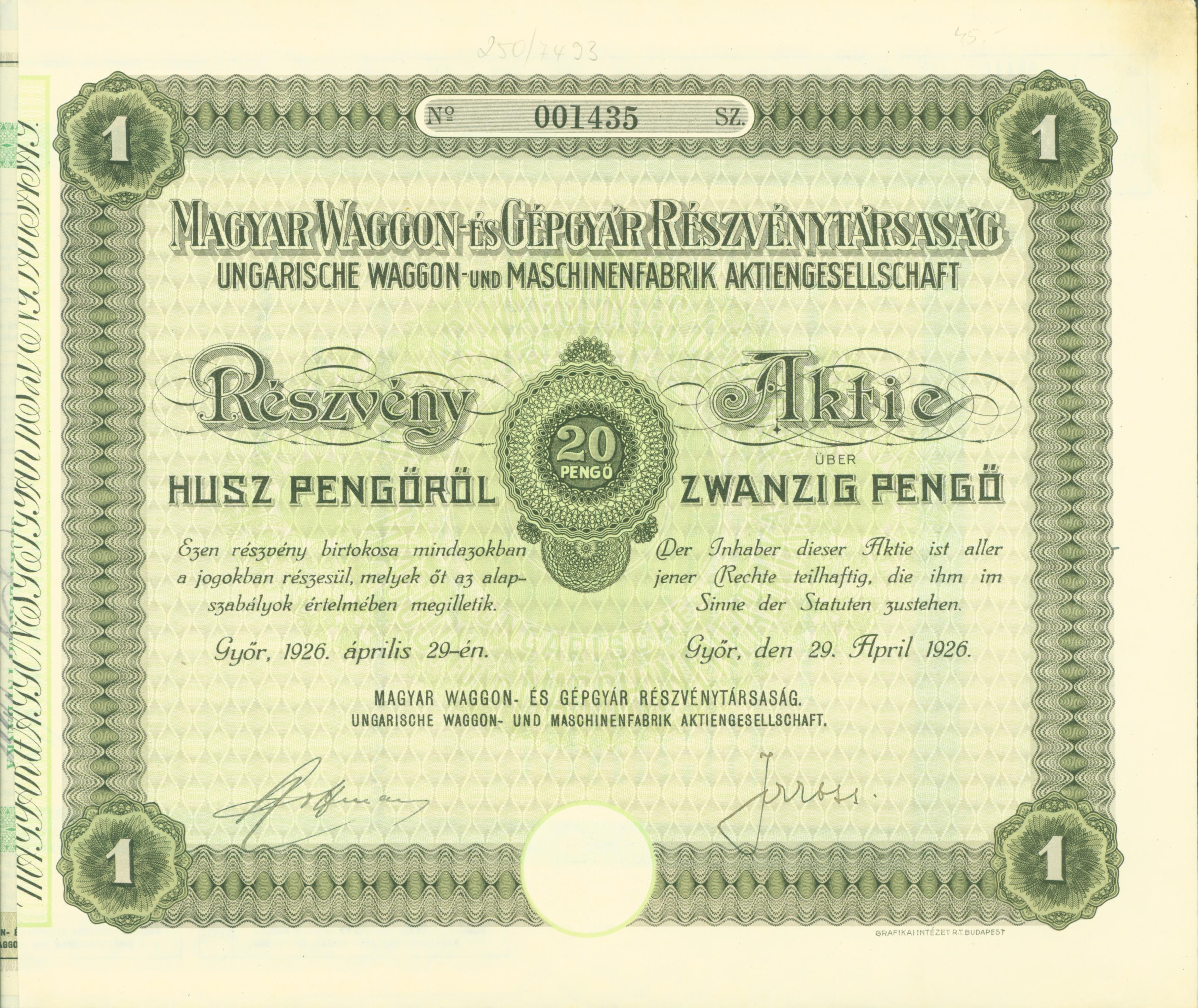
Action de la Magyar Waggon-és Gépgyár Rt-t en date du 29 avril 1926

RÁBA Automotive Group (en hongrois : Rába Járműipari Holding Nyrt.), mais simplement appelée Rába, est une entreprise hongroise cotée à la bourse de Budapest. La société fabrique actuellement des véhicules militaires, des composants mécaniques pour véhicules utilitaires et ferroviaires.

## Histoire

### Création de la société
L'entreprise a été créée le 28 décembre 1896 à Győr, en Hongrie occidentale, par neuf actionnaires avec un capital de un million de couronnes sous le nom Magyar Waggon-és Gépgyár Rt-t (Wagons ferroviaires et machines industrielles hongroises S.A.). Emil Léderer fut désigné administrateur de l'entreprise, comme représentant des Caisses d'Épargne de la région de Győr. 

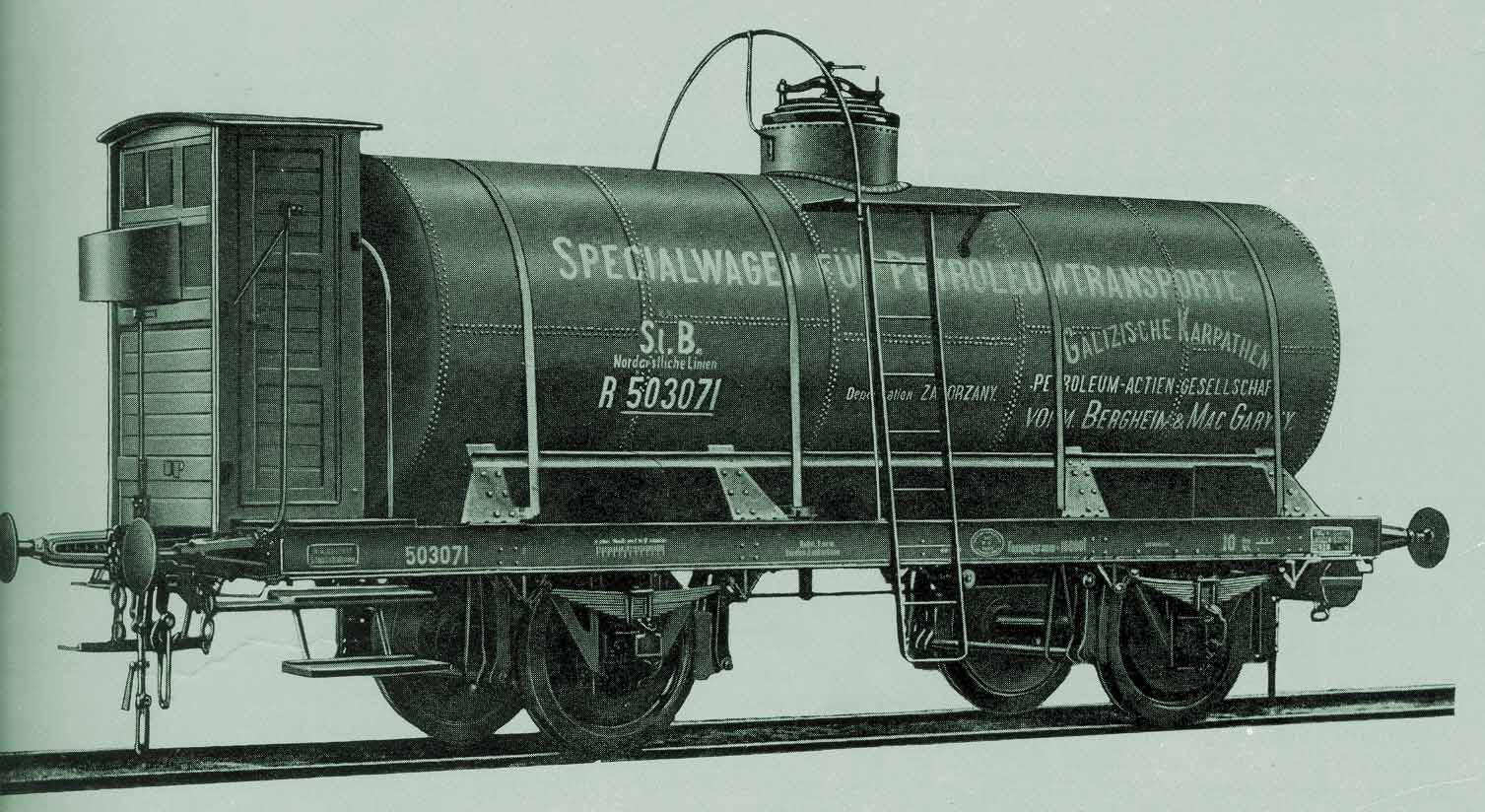
Wagon citerne Rába pour Galizische Karpathen.

La production débuta en 1897 avec la fabrication de deux wagons citernes de 15 tonnes destinés à la compagnie pétrolière Galizische-Karpathen. Durant les deux années suivantes, la société en produira mille exemplaires. 
En 1899, les premières voitures de voyageurs sont exportées en Égypte, Afrique du Sud et en Inde. L'entreprise produira également plusieurs voitures pour le Métro de Londres ainsi que ses premiers tramways. 
En 1900, l'entreprise expose ses productions à l'Exposition Universelle de Paris et reçoit commande du "London Underground Railway" de 30 rames automotrices et 66 voitures remorquées.  
En 1901, la société s'engage dans les productions de matériel militaire, à la suite d'une commande impériale. 
La production automobile commence en 1904 avec l'étude d'un fourgon postal équipé d'un moteur à essence. Ferdinand Porsche participa à cette étude. Il s'agit des tout premiers véhicules de ce type au monde. Les quatre premiers exemplaires ont été fabriqués en 1905. 

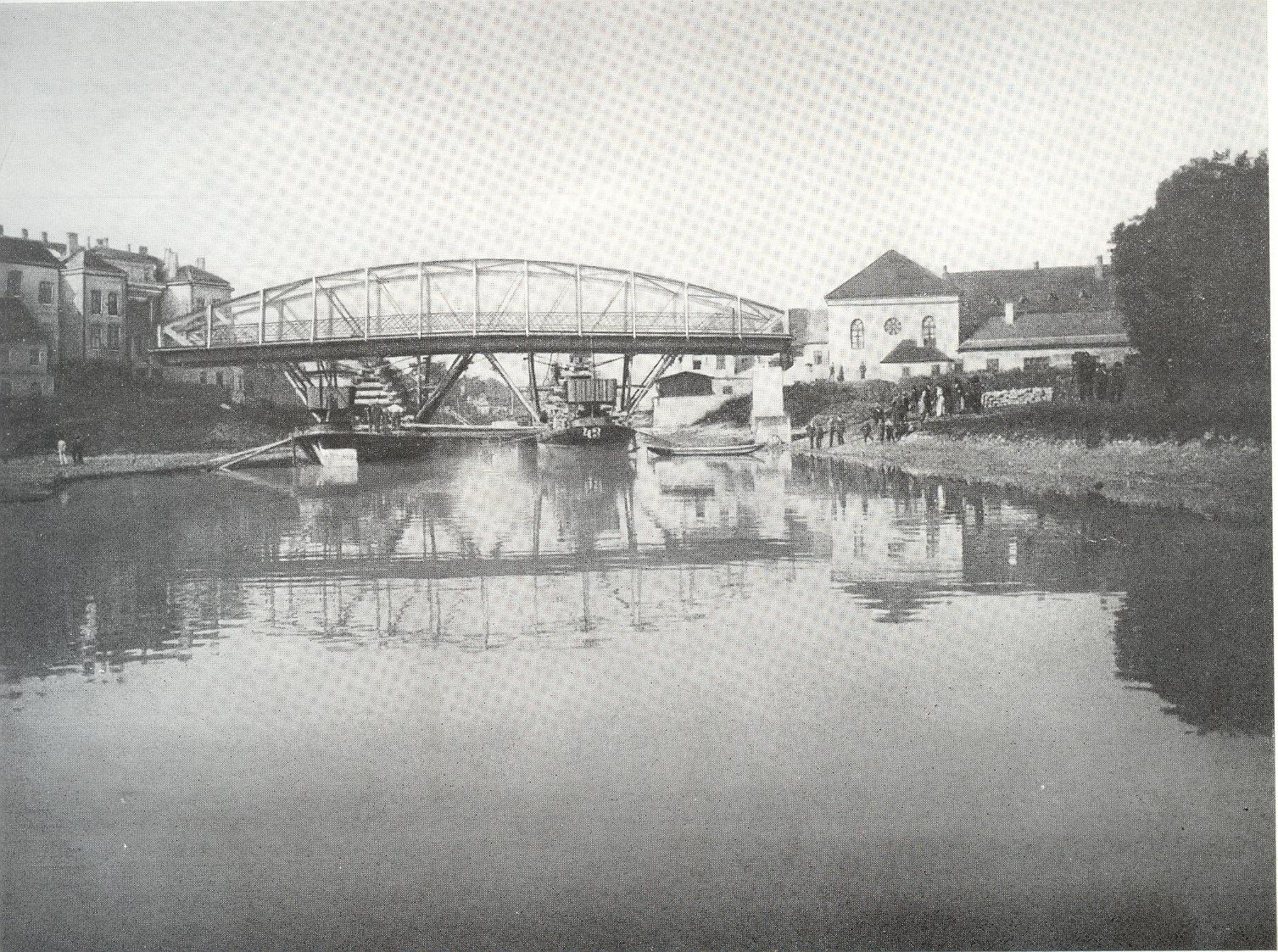
Pont ferroviaire Rabca Bridge (1908).

En 1908, l'entreprise réalise un projet ambitieux de construction d'un pont ferroviaire qui l'obligera à détourner le cours d'un fleuve pour remplacer un pont beaucoup plus ancien. le nouveau pont d'une longueur de 50 mètres pesant 100 tonnes a été réalisé en une seule travée métallique. 
En 1910, l'entreprise se lance dans la métallurgie avec la mise en service d'une aciérie. 
En 1913, la société achète les brevets de l'ingénieur tchécoslovaque Frantisek Cek qui lui permettront de concevoir et fabriquer le camion modèle "V" qui restera en fabrication jusqu'en 1928. 500 exemplaires du camion et un autobus de grande capacité seront ainsi fabriqués. C'est cette même année que la raison sociale de la société Magyar Waggon-és Gépgyár Rt-t se transforme en Rába. 
En 1914, la société Rába se lance dans la production de sa première automobile, la RÁBA Alpha. 
En 1916, Rába commence la fabrication de tracteurs agricoles. Elle en fabriqua 260 exemplaires en 1927 dont la plupart furent exportés en Roumanie, Bulgarie et Espagne. 
En 1917, Rába produit un modèle de voiture capable de transporter six personnes, la Rába Grand, utilisée surtout comme voiture de représentation. Vu la période de guerre, le constructeur dérivera de ce modèle une version blindée et ambulance. Une version spéciale de la RÁBA Grand a été réalisée pour l'Empereur Charles I d'Autriche.

### L'entre-deux-guerres
À la fin de la Première Guerre mondiale, en 1918, l'usine disposait d'une surface couverte de 300.000 m² équipée des outillages les plus modernes de l'époque. Elle avait sa propre aciérie et une centrale électrique à vapeur privée. 
En 1922, Rába étudia un modèle de voiture avec deux postes de conduite, un à l'avant, l'autre à l'arrière, pour pouvoir changer de direction sans devoir manœuvrer. 
En 1923, Rába lance le modèle "P", un petit camion de 1,5 tonne qui sera surtout utilisé par les services postaux et par les pompiers. 
En 1925, le constructeur lance le modèle "L", camion de 3,0 tonnes mais dont le châssis servira de base à une gamme d'autobus de 25-30 places. 
En 1926, Rába présente un fourgon postal électrique équipé d'un moteur de 15 kW alimenté par une batterie au plomb de 1.000 Ah produite par la société Tudor? Ce modèle fut le véritable précurseur des véhicules de services urbains électriques. 
En 1927, à la demande expresse des Autorités des transports de Budapest, Rába achète à Krupp la licence pour la fabrication de véhicules lourds de 3 et 5 tonnes, avec des moteurs 4 et 6 cylindres. L'année suivante, Rába achètera à Austro-FIAT la licence pour fabriquer un camion lourd plus moderne, le modèle Austro-Fiat AFN qui restera en fabrication jusqu'en 1934 avant de se voir décliner en une gamme actualisée de six modèles nouveaux. 

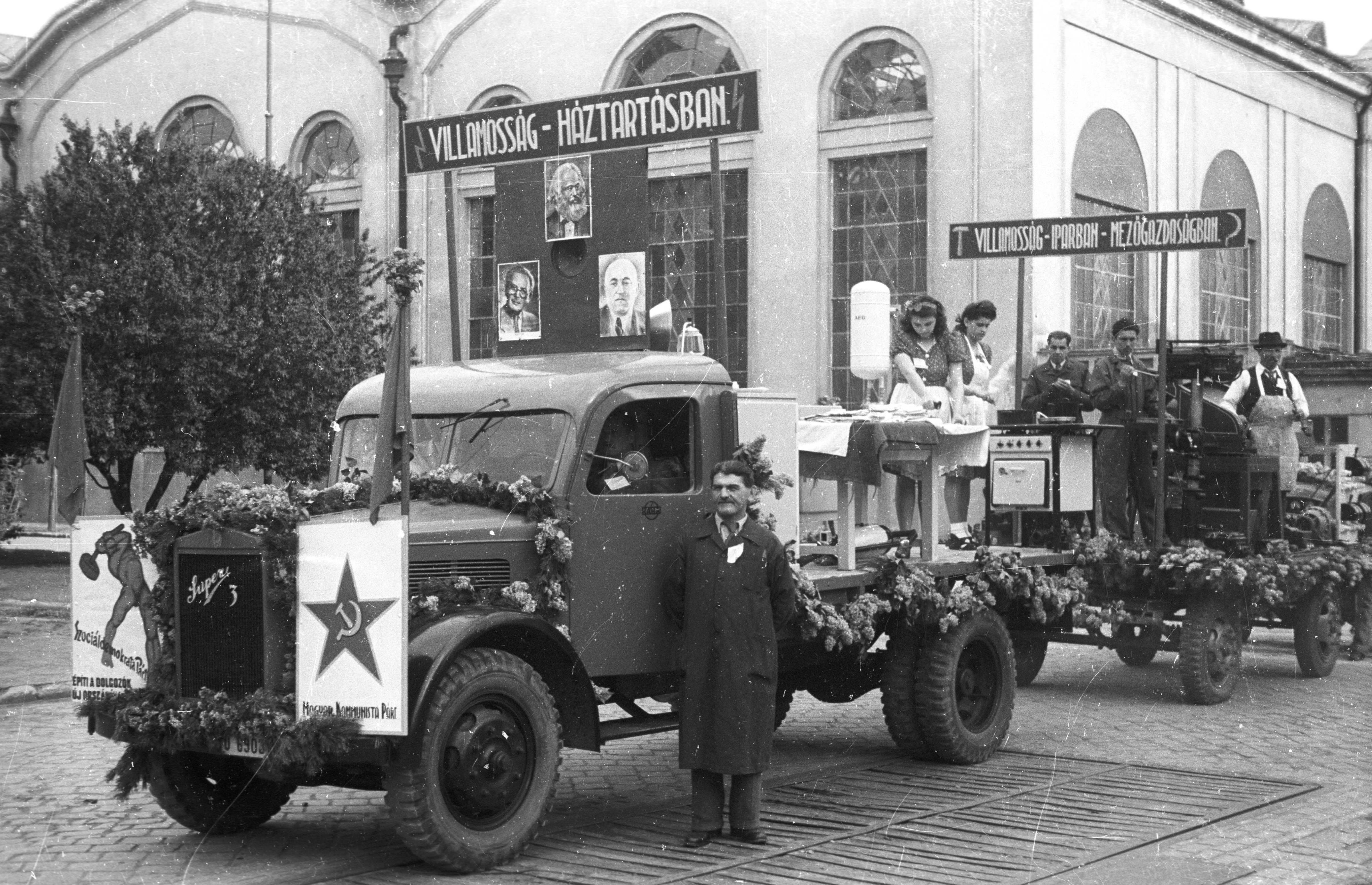
Camion Raba Super

En 1936, la production des autobus et camions des gammes "Special" et "Super" est lancée. Ces modèles se distinguent par leur châssis entièrement construit en profilés d'acier soudés, sans aucune partie en bois, comme sur les modèles précédents. Le constructeur fabriquera 5.000 exemplaires de ces modèles jusqu'en 1951. À partir de 1938, ces modèles pouvaient être équipés de moteurs diesel de 65 et 80 HP, 4 cylindres avec une boîte de vitesses à 5 rapports. Cette même année, Rába lance le camion "D5" et l'autobus "Trambusz" de 40 places, tous deux équipés du moteur diesel 6 cylindres de 100 HP. 
En 1938, la société présente ses premiers moteurs d'avions et crée une division indépendante.

### La seconde guerre mondiale
Le 1er juillet 1939, le gouvernement hongrois annonce un plan de production militaire d'un million de florins et Rába doit reconvertir et agrandir son usine pour produire des engins militaires blindés. L'année suivante, l'usine commence la production d'avions militaires, des modèles Sólyom et Focke-Wulf. 
En 1941, Rába produit son premier exemplaire de char d'assaut, le Škoda T21 qui restera au stade du prototype. 
L'année 1942 commence avec la construction d'un pont sur le Danube et le début du programme Messerschmitt pour la fabrication des avions de chasse Me Bf 109 et Me 210. 
En 1944, pour se protéger d'éventuels bombardements, les ateliers ont été dispersés aux alentours puis, aux quatre coins du pays. Beaucoup d'ouvriers ont été envoyés dans des usines en Allemagne. Après la Conférence de Téhéran et comme conséquence immédiate, le 13 avril 1944, l'usine Rába a été bombardée pour la première fois. On a dénombré 300 morts. 
Le 28 mars 1945, avec la fin des hostilités, l'usine en partie détruite passa sous le contrôle direct de l'Union Soviétique.

### Les 47 ans de guerre froide
Dès la fin du conflit, Rába a été "orientée" vers la production de grandes structures métalliques complexes et les véhicules industriels. 
En 1947, Rába réalise le premier prototype de grue à vapeur de 45 tonnes. Entre 1947 et 1949, l'entreprise construit des chariots industriels pour soulever des plateformes, des ponts ferroviaires et routiers à Budapest (le pont Árpád), à Vásárosnamény (le pont Tisza) et à Győr (le pont Révfalu). 
En 1949, la société voit ses activités profondément réorganisée pour s'adapter au plan national hongrois de coordination des activités de production automobile. La production d'automobiles est concentrée à Győr, sous la direction de Dezso Winkler, celle des autobus est transférée chez Ikarus tandis que celle des camions, des châssis, des moteurs et leur assemblage, est concentrée à Cespel. La production des essieux, colonnes de direction et boîtes de vitesses reste à Győr. 
En 1951, l'entreprise réalise le premier réservoir à gaz sphérique d'un volume de 20.000 m³. Des collaborations s'engagent pour la production de composants métalliques destinés aux cheminées des usines chimiques, grues sur voies ferrées pour les aciéries et les réservoirs métalliques de tous types. 
L'entreprise réalise d'importants ouvrages d'art, notamment le pont ferroviaire à deux niveaux entre la Bulgarie et la Roumanie en 1953 et le pont autoroutier et ferroviaire d'Heluan en Egypte, entre 1955 et 1956. Rába expérimente et met au point une nouvelle technique de soudure à la flamme. 

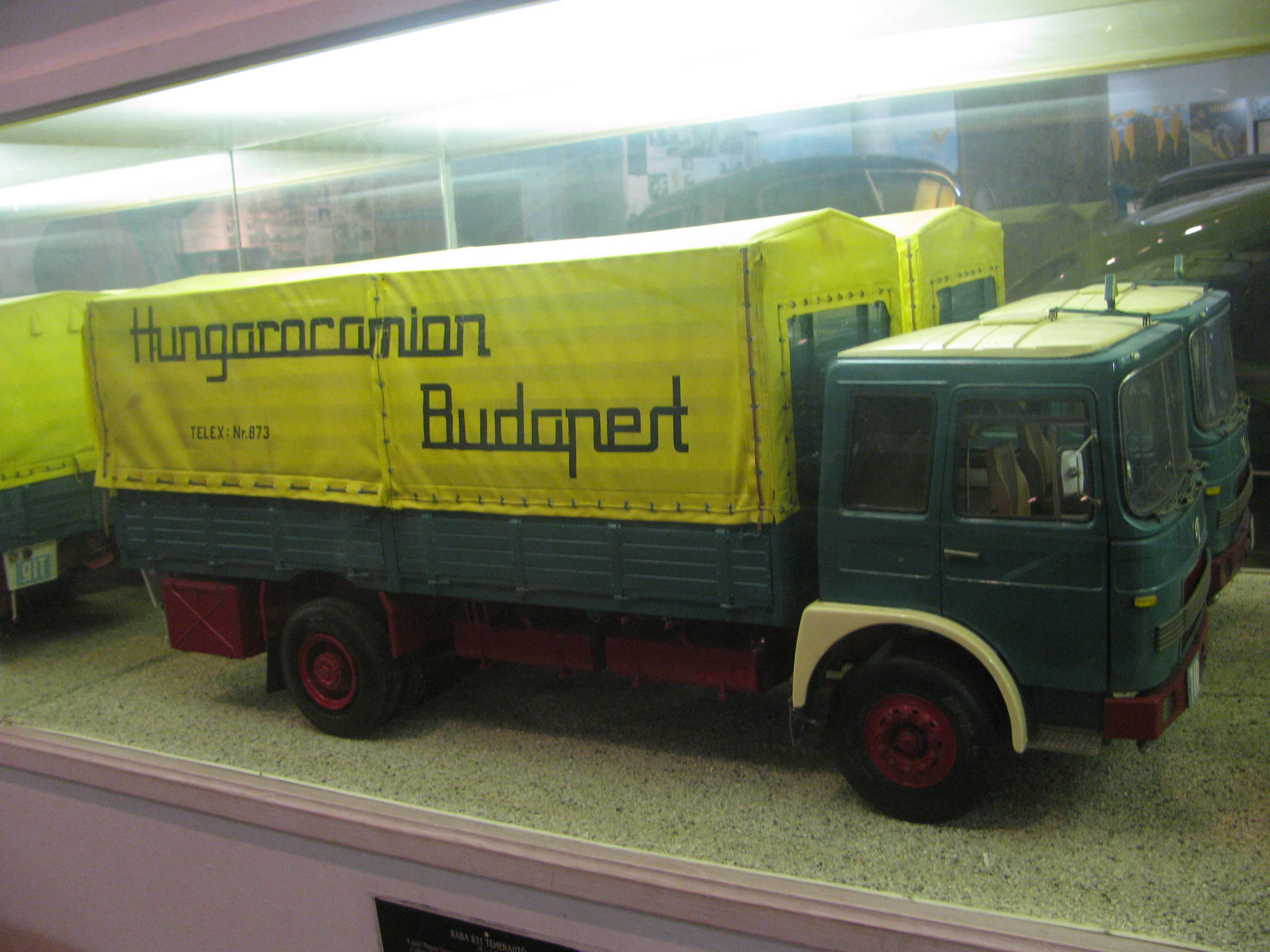
Maquette du Raba Europe 831 avec cabine MAN

En 1963, le gouvernement hongrois achète des licences pour la production de moteurs et Rába devient l'usine de base nationale de production de moteurs diesel. 
Le 6 janvier 1967, un accord est signé avec MAN pour la fabrication sous licence de moteurs Rába-MAN. Une nouvelle usine de 28.000 m² sera construite à cet effet. 
Le 17 juin 1969, une nouvelle usine spécialisée dans la fabrication de camions est inaugurée. Les camions série Europe sont présentés à la Foire Internationale de Budapest, un modèle de 16 tonnes avec un moteur de 215 Ch et un modèle de 22 tonnes à 3 essieux. 
En 1973, à la suite du développement du machinisme agricole et de la très forte demande, Rába est invité à produire aussi des tracteurs sous licence Steiger, ce qui lui permit d'accéder au marché nord américain où le constructeur exportera, jusqu'à la fin de la guerre froide, des machines pour 700 millions US$.

### Après la chute du mur de Berlin
Après l'avènement de la perestroïka et la chute du mur de Berlin, la société est privatisée et devient, le 1er janvier 1992, une société anonyme par actions dont l'actionnaire principal et majoritaire est le gouvernement hongrois. Rába a été la première entreprise à être privatisée dans le pays qui se terminera en 1997 avec l'introduction à la bourse de Budapest. 

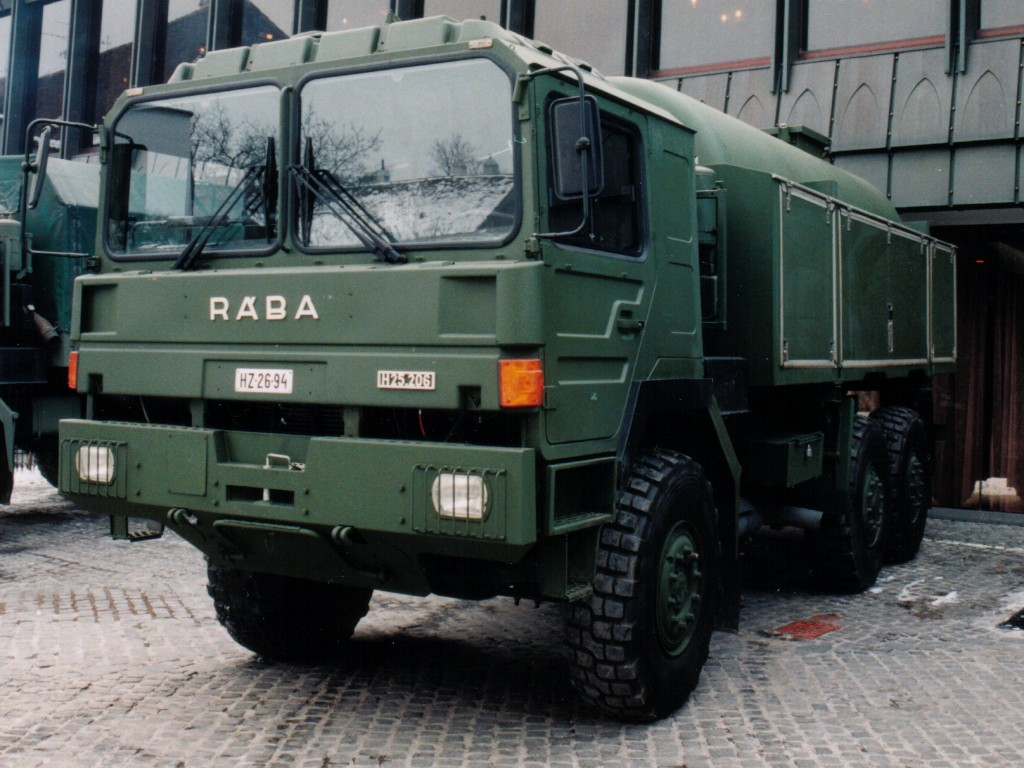
Véhicule militaire Rába H25

En 1999, la société a connu une profonde restructuration dans le but de rationaliser les activités et favoriser sa conversion en holding. Un pas important a été franchi en 2001 avec l'abandon des productions non rentables et la vente de la division de fabrication de moteurs. En 2002, la cellule "développement stratégique" a été créée ce qui eut pour conséquence la création d'un bureau de représentation à Pékin. 
À partir de 2003, la société Rába se spécialise dans la production de véhicules militaires pour l'armée hongroise. 

### Structure actuelle de la société
La holding Rába comprend trois sociétés de production indépendantes :
- Rába Vehicle Ltd - spécialisée dans la production et vente de véhicules militaires, représente, en 2016, 22 % du chiffre d'affaires global,
- Rába Axle Ltd - spécialisée dans la fabrication sous licence d'essieux pour camions et autobus, pour les grands constructeurs mondiaux, représente 48 % du CA global,
- Rába Automotive Components Ltd - spécialisée dans la fabrication de composants pour l'automobile comme les sièges, des pièces pressées ou soudées, composants hydrauliques, etc., représente 30 % du CA global.